# Catello Amarante
Catello Amarante (ur. 15 sierpnia 1979 w Neapolu) – włoski wioślarz, reprezentant Włoch w wioślarskiej czwórce bez sternika wagi lekkiej podczas Letnich Igrzysk Olimpijskich w Pekinie.

## Osiągnięcia
- Mistrzostwa Świata – Kolonia 1998 – dwójka bez sternika wagi lekkiej – 2. miejsce.
- Mistrzostwa Świata – Kolonia 1998 – ósemka wagi lekkiej – 3. miejsce.
- Igrzyska Olimpijskie – Sydney 2000 – czwórka bez sternika wagi lekkiej – 4. miejsce.
- Mistrzostwa Świata – Sewilla 2002 – czwórka bez sternika wagi lekkiej – 2. miejsce.
- Mistrzostwa Świata – Mediolan 2003 – czwórka bez sternika wagi lekkiej – 3. miejsce.
- Igrzyska Olimpijskie – Ateny 2004 – czwórka bez sternika wagi lekkiej – 3. miejsce.
- Mistrzostwa Świata – Gifu 2005 – czwórka bez sternika wagi lekkiej – 3. miejsce.
- Mistrzostwa Świata – Monachium 2007 – czwórka bez sternika wagi lekkiej – 3. miejsce.
- Mistrzostwa Europy – Poznań 2007 – czwórka bez sternika wagi lekkiej – 1. miejsce[1].
- Igrzyska Olimpijskie – Pekin 2008 – czwórka bez sternika wagi lekkiej – 7. miejsce.
- Mistrzostwa Świata – Poznań 2009 – czwórka bez sternika wagi lekkiej – 5. miejsce[1].